# Metodija Andonow-Czento

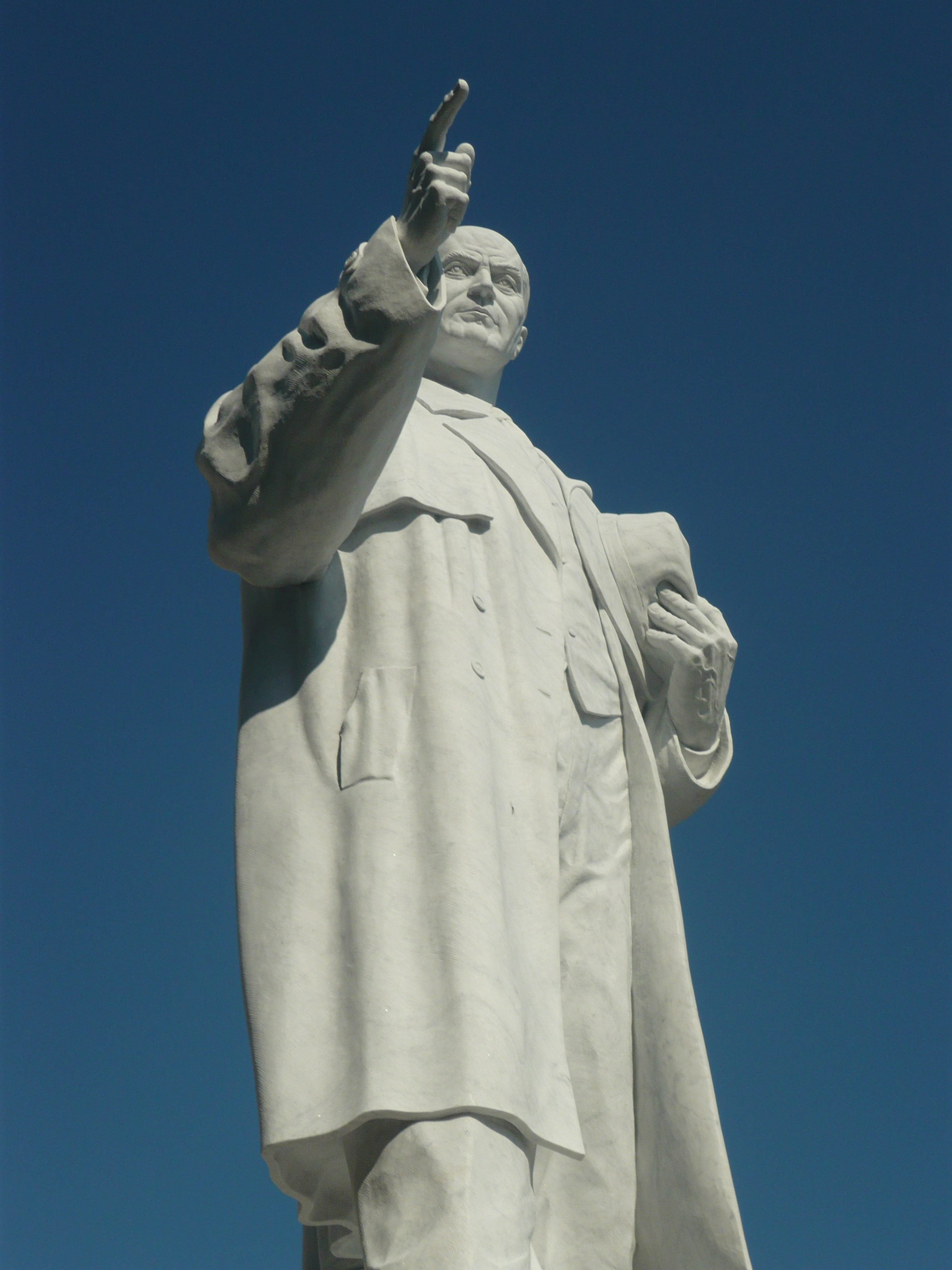
Pomnik Andonowa-Czenty w Skopje

Metodija Andonow-Czento (mac. Методија Андонов Ченто; ur. 17 sierpnia 1902 w Prilepie, zm. 24 lipca 1957) – jugosłowiański i macedoński polityk, uczestnik antyfaszystowskiego ruchu oporu w Jugosławii, przewodniczący Antyfaszystowskiej Rady Wyzwolenia Narodowego Macedonii, następnie pierwszy prezydent Socjalistycznej Republiki Macedonii.

## Życiorys

### Wczesna działalność
Pochodził z Prilepu. Zawodowo zajmował się handlem alkoholem i prowadzeniem restauracji, aktywny w polityce był od 1935 w 1938 bez powodzenia startował w wyborach do jugosłowiańskiego parlamentu (według niektórych źródeł jego porażka wynikała ze sfałszowania wyborów). Zaangażowany w narodowy ruch macedoński, w 1939 został aresztowany za zorganizowanie w Prilepie obchodów rocznicy powstania ilindeńskiego. Po zwolnieniu nadal działał w ruchu macedońskim, domagając się w szczególności zgody na wprowadzenie języka macedońskiego, w miejsce serbsko-chorwackiego, do szkół w Macedonii. W 1940 został aresztowany i skazany na śmierć, po czym ułaskawiony w ostatniej chwili przed egzekucją.

### II wojna światowa
Po włączeniu części Macedonii do Bułgarii w 1941 otrzymał od władz bułgarskich propozycję współpracy, ale jej nie przyjął. Nadal prowadził sklep w Prilepie, współpracując z partyzantką socjalistyczną. Następnie, zagrożony aresztowaniem, dołączył do oddziałów partyzanckich. Współpracę z komunistami podjął, gdyż widział w nich jedyną siłę polityczną, która mogłaby doprowadzić do powstania niepodległej Macedonii, wolnej od okupacji niemieckiej i włoskiej, jak również od dominacji bułgarskiej i serbskiej. Razem z Wenko Markowskim, Strachiłem Grigowem, Borkiem Temelkowskim, Michajło Apostolskim oraz Cwetkiem Uzunowskim wszedł do Komitetu Inicjatywnego przygotowującego utworzenie ciała ustawodawczego przyszłej socjalistycznej Macedonii – Antyfaszystowskiej Rady Wyzwolenia Narodowego Macedonii (ASNOM). Następnie został wybrany na jednego z trzech przewodniczących Komitetu, razem z Mane Czuczkowem i Kiriłem Petruszewem. Rada powstała ostatecznie 2 sierpnia tego samego roku w monasterze św. Prochora Pczińskiego. Już podczas pierwszej sesji rady doszło do sporu między Andonowem-Czentą a Svetozarem Vukmanoviciem, który na obradach reprezentował Josipa Broza Titę. Andonow-Czento twierdził, że do najwyższych władz przyszłej republiki macedońskiej powinny wejść osoby o macedońskiej świadomości narodowej, nie zaś takie, które utożsamiają się z serbskością. Vukmanović-Tempo chciał natomiast wprowadzić do przyszłych władz kilku działaczy proserbskich lub też utożsamiających się jedynie z ideą jedności Słowian południowych. Posiedzenie ASNOM zakończyło się uchwaleniem manifestu do narodu macedońskiego, w którym przywoływano tradycje narodowe Słowian macedońskich, podnoszono ich prawo do samostanowienia i mówiono o solidarności z innymi narodami bałkańskimi. Stwierdzano, że powstało pierwsze narodowe państwo macedońskie, które na równoprawnych zasadach weszło do federacji jugosłowiańskiej. Skrytykowano natomiast Manifest Sztabu Głównego Narodowej Armii Wyzwolenia Jugosławii z 1943, w którym nie wezwano Macedończyków z Bułgarii i Grecji do walki o zjednoczenie wszystkich ziem zamieszkanych przez Macedończyków.

### Konflikt z Titą i uwięzienie
Andonow-Czento bezskutecznie protestował przeciwko odebraniu republikom jugosłowiańskim prawa do odłączenia się od federacji, jak również przeciwko temu, że w projektowanej konstytucji republiki macedońskiej nie znalazła się sugestia o dążeniu do zjednoczeniu w niej wszystkich ziem macedońskich. Chociaż Andonow-Czento był przewodniczącym ASNOM, w praktyce mógł podejmować jedynie decyzje aprobowane przez władze w Belgradzie. Z dezaprobatą władz Jugosławii spotkała się m.in. jego decyzja o wspieraniu autokefalizacji Cerkwi prawosławnej w Macedonii, dotąd części Serbskiego Kościoła Prawosławnego. Według Tity i jego współpracowników oddzielenie się Kościoła Macedońskiego naruszało zasadę braterskiej współpracy narodów Jugosławii.
Andonow-Czento wystąpił z otwartą krytyką władz komunistycznych w Belgradzie oraz rozpoczętych przez nie represji wobec Macedończyków o poglądach probułgarskich lub domagających się (jak sam Andonow-Czento) walki o zjednoczenie całej Macedonii w jednym państwie. 14 lipca 1946 został aresztowany i oskarżony o szowinizm narodowy, separatyzm macedoński, przestępstwa przeciwko państwu i narodowi. Skazany na jedenaście lat i ciężkie roboty, odbył całość wyroku i krótko potem zmarł.

## Odznaczenia
- Order Republiki Macedonii (2010)[8]